# Атіс (цар Меонії)
Атіс (дав.-гр. Ἄτυς) — міфічний цар Меонії, представник династії Атіадів. За Страбоном тотожній Танталу, тому династію також називають Танталідами.
Син Манеса та океаніди Каллірої, цар держави Меонія, яка згодом стала називатися Лідією на честь атісового сина — Ліда.
У Геродота названий сином Манеса, у Діонісія Галікарнаського, онуком Манеса, сином (або братом) Котія та братом Асія, від якого пішла назва материка Азія. Згідно Страбону, нащадок Геракла та Омфали.
Від своєї жінки, Каллітеї, дочки Хорайя, мав двох синів: Ліда та Тірсена.
Атісу приписувалося запровадження ігор. Це відбулося, коли у Меонії розпочався великий голод. Цар повелів, щоб один день люди займалися іграми, а на другий відпочивали та їли. Так меонійці жили 18 років, але голод не вщухав. Тоді цар розділив свій народ на дві частини, та за допомогою жеребу вирішив, хто залишиться, а хто залишить країну. Атіс зі своїм сином Лідом залишилися, а інший син Тірсен разом з іншою половиною відплив до Італії. Переселенці поселилися у землі омбріків, та отримали назву від свого ватажка — тірсени. Згідно греко-лідійському історику Ксанфу, Атіс розділив своє царство між синами Лідом та Торебом, які стали родоначальниками двух народів лідійців та торебів. На відміну від Геродота, Ксанф не повідомляє про переселення меонів до Італії.